# 타이완 시리즈
타이완 시리즈(중국어: 台灣大賽, Taiwan Series)는 중화 직업봉구 대연맹 리그의 한 해의 우승 팀을 결정하기 위해 치르는 야구 경기이다.
1990년부터 2002년까지는 다른 명칭(중국어: 中華職棒年度總冠軍賽)으로 불려왔었지만, 2003년에 중화직봉이 타이완 직업봉구 대연맹과 통합하면서 '타이완 시리즈'로 개명되었다.

## 시리즈 결과
| 연도 | 우승 팀                  | 경기결과(승-패)                             | 승패현황                                    | 상대팀                                      |
| ---- | ------------------------ | ------------------------------------------- | ------------------------------------------- | ------------------------------------------- |
| 1990 | 웨이취엔 드래곤스        | 4 - 2                                       | ○×○○×○                                      | 싼샹 타이거스                               |
| 1991 | 퉁이 라이언스            | 4 - 3                                       | ×○×○○×○                                     | 웨이취엔 드래곤스                           |
| 1992 | 슝디 엘리펀츠            | 전·후기 통합 우승으로 시리즈가 열리지 않음. | 전·후기 통합 우승으로 시리즈가 열리지 않음. | 전·후기 통합 우승으로 시리즈가 열리지 않음. |
| 1993 | 슝디 엘리펀츠            | 4 - 2                                       | ○○×○×○                                      | 퉁이 라이언스                               |
| 1994 | 슝디 엘리펀츠            | 전·후기 통합 우승으로 시리즈가 열리지 않음. | 전·후기 통합 우승으로 시리즈가 열리지 않음. | 전·후기 통합 우승으로 시리즈가 열리지 않음. |
| 1995 | 퉁이 라이언스            | 전·후기 통합 우승으로 시리즈가 열리지 않음. | 전·후기 통합 우승으로 시리즈가 열리지 않음. | 전·후기 통합 우승으로 시리즈가 열리지 않음. |
| 1996 | 퉁이 라이언스            | 4 - 2                                       | ○×○○×○                                      | 웨이취엔 드래곤스                           |
| 1997 | 웨이취엔 드래곤스        | 4 - 2                                       | ××○○○○                                      | 스바오 이글스                               |
| 1998 | 웨이취엔 드래곤스        | 4 - 3                                       | ○×○××○○                                     | 싱농 불스                                   |
| 1999 | 웨이취엔 드래곤스        | 4 - 1                                       | ○○○×○                                       | 허신 웨일즈                                 |
| 2000 | 퉁이 라이언스            | 4 - 3                                       | ○×○○××○                                     | 싱농 불스                                   |
| 2001 | 슝디 엘리펀츠            | 4 - 3                                       | ○×××○○○                                     | 퉁이 라이언스                               |
| 2002 | 슝디 엘리펀츠            | 4 - 0                                       | ☆○○○                                        | 중신 웨일스                                 |
| 2003 | 슝디 엘리펀츠            | 4 - 2                                       | ○×○○×○                                      | 싱농 불스                                   |
| 2004 | 싱농 불스                | 4 - 3                                       | ○○×××○○                                     | 퉁이 라이언스                               |
| 2005 | 싱농 불스                | 4 - 0                                       | ○○○○                                        | 청타이 코브라스                             |
| 2006 | 라뉴 베어스              | 4 - 0                                       | ○○○○                                        | 퉁이 라이언스                               |
| 2007 | 퉁이 라이언스            | 4 - 3                                       | ○○×○××○                                     | 라뉴 베어스                                 |
| 2008 | 통이 세븐일레븐 라이언스 | 4 - 3                                       | ×○×○○×○                                     | 슝디 엘리펀츠                               |
| 2009 | 통이 세븐일레븐 라이언스 | 4 - 3                                       | ○○×○××○                                     | 슝디 엘리펀츠                               |
| 2010 | 슝디 엘리펀츠            | 4 - 0                                       | ○○○○                                        | 싱농 불스                                   |
| 2011 | 통이 세븐일레븐 라이언스 | 4 - 1                                       | ○○×○○                                       | 라미고 몽키스                               |
| 2012 | 라미고 몽키스            | 4 - 1                                       | ○○×○○                                       | 통이 세븐일레븐 라이언스                    |
| 2013 | 통이 세븐일레븐 라이언스 | 4 - 0                                       | ○○○○                                        | EDA 라이노스                                |
| 2014 | 라미고 몽키스            | 4 - 1                                       | ○○○×○                                       | 중신 브라더스                               |
| 2015 | 라미고 몽키스            | 4 - 3                                       | ○×××○○○                                     | 중신 브라더스                               |
| 2016 | EDA 라이노스             | 4 - 2                                       | ××○○○○                                      | 중신 브라더스                               |
| 2017 | 라미고 몽키스            | 4 - 1                                       | ☆×○○○                                       | 중신 브라더스                               |
| 2018 | 라미고 몽키스            | 4 - 2                                       | ☆○××○○                                      | 통이 세븐일레븐 라이언스                    |
| 2019 | 라미고 몽키스            | 4 - 1                                       | ○×○○○                                       | 중신 브라더스                               |
| 2020 | 퉁이 라이온즈            | 4 - 3                                       | ○×××○○○                                     | 중신 브라더스                               |
| 2021 | 중신 브라더스            | 4 - 0                                       | ○○○○                                        | 퉁이 라이온즈                               |
| 2022 | 중신 브라더스            | 4 - 0                                       | ○○○○                                        | 라쿠텐 몽키스                               |
| 2023 | 웨이취엔 드래곤스        | 4 - 3                                       | ○××○×○○                                     | 라쿠텐 몽키스                               |
| 2024 | 중신 브라더스            | 4 - 0                                       | ○×○○○                                       | 퉁이 라이온즈                               |

## 타이완 시리즈 출전 &우승
| 순위 | 팀                | 시리즈 출전횟수 | 통산전적  | 비고                            |
| ---- | ----------------- | --------------- | --------- | ------------------------------- |
| 1    | 퉁이 라이온즈     | 16              | 47승 49패 | 1번 통합 우승 (타이완 시리즈x)  |
| 2    | 중신 브라더스     | 15              | 43승 38패 | 2번 통합 우승 (타이완 시리즈x)  |
| 3    | 웨이취엔 드래곤스 | 7               | 21승 16패 |                                 |
| 4    | 싱농 불스         | 6               | 16승 19패 |                                 |
| 5    | 라쿠텐 몽키스     | 9               | 16승 12패 | 라뉴 베어스ㆍ라미고 몽키스 포함 |
| 6    | 중신 웨일스       | 2               | 1승 7패   | 허신 웨일즈 포함                |
| 7    | 싼샹 타이거스     | 1               | 2승 4패   |                                 |
| 7    | 스바오 이글스     | 1               | 2승 4패   |                                 |
| 7    | 청타이 코브라스   | 1               | 4패       |                                 |

| 순위 | 팀                | 우승횟수 | 비고                            |
| ---- | ----------------- | -------- | ------------------------------- |
| 1    | 퉁이 라이온즈     | 9        | 전·후기 통합우승 제외 (1회)     |
| 2    | 중신 브라더스     | 8        | 전·후기 통합우승 제외 (2회)     |
| 3    | 라쿠텐 몽키스     | 7        | 라뉴 베어스ㆍ라미고 몽키스 포함 |
| 4    | 웨이취엔 드래곤스 | 5        |                                 |
| 5    | 푸방 가디언스     | 3        | EDA 라이노스,싱농 불스 포함     |

## 같이 보기
- 아시아 시리즈